# 서울북성초등학교
서울북성초등학교(北星初等學校)는 대한민국 서울특별시 서대문구 북아현동에 있는 공립 초등학교이다.

## 학교 연혁
- 1941년 11월 1일: 경성북아현국민학교 개교
- 1946년 4월 1일: 서울북성국민학교로 교명 변경
- 2000년 12월 30일: 학교 경영 우수학교 표창
- 2001년 1월 31일: 수업방법 개선 우수학교 표창
- 2002년 12월 31일: 교육과정 운영 우수학교 표창
- 2004년 12월 6일: 서울특별시교육청 평생교육시범학교 운영보고
- 2004년 12월 29일: 기본이 바로된 어린이 우수 실천학교 표창, 학교경영(학교평가) 우수학교 표창, 과학교육 우수학교 표창, 인성교육 우수학교 표창
- 2007년 3월 1일: 40학급 편성(특수 2 포함)
- 2007년 3월 2일: 입학식
- 2008년 2월 14일: 제 63회 졸업식(220) 총 졸업생 32,874명
- 2008년 3월 3일: 입학식, 38학급 편성 (특수 2포함)
- 2008년 10월 21일: 복합화건물 (신관, 체육관, 수영장 등) 개관식
- 2009년 2월 13일: 제 64회 졸업식(163) 총 졸업생 33,037명
- 2009년 3월 2일: 입학식 37학급 편성 (특수 2 포함)
- 2009년 6월 18일: 서울특별시교육청 지정 영어공교육강화 선도학교 1차년도 운영보고회
- 2009년 11월 30일: 학교공원화 사업 완료
- 2009년 12월 31일: 학력향상 우수학교 교육감 표창
- 2010년 3월 2일: 입학식 (37학급 편성)
- 2011년 2월 17일: 제 66회 졸업식(155) 총 졸업생 33,354명
- 2011년 3월 2일: 입학식 (29학급, 특수학급 2학급)
- 2012년 2월 15일: 제 67회 졸업식
- 2012년 3월 1일: 수련교육연구학교 지정(~2014.02.28), 창의경영(건강모델증진)학교 지정(~2015.02.28)
- 2012년 3월 2일: 입학식 (21학급, 특수학급 2학급)
- 2012년 12월 31일: 학생수련교육.수학교육 우수학교 교육감 표창
- 2013년 2월 15일: 제 68회 졸업식
- 2013년 3월 4일: 입학식 (20학급, 특수학급 2학급)
- 2014년 2월 14일: 제 69회 졸업식
- 2014년 3월 3일: 입학식 (18학급, 특수학급 1학급)
- 2019년 3월 4일: 입학식 (30학급)
- 2020년 2월 12일: 제 75회 졸업식(82명)

## 참고 자료
- 서울북성초등학교 - 한국교육학술정보원 학교알리미